# Der alte Richter
Der alte Richter ist eine aus 12 Folgen bestehende österreichische Fernsehserie, die  1969 und 1970 gesendet wurde.

## Handlung
Nach einem Drehbuch von Fritz Eckhardt spielt der damals 75-jährige Paul Hörbiger den Oberlandesgerichtsrat a. D. Dr. Daniel Westermeier, der von Wien ins niederösterreichische Pichelshofen zieht. Der alte Richter sorgt im kleinen Ort mit Charme und schlauen lokalpolitischen Schachzügen für Gerechtigkeit.

## Episoden
1. Die Erbschaft
2. Die Bürgermeisterwahl
3. Das Wanderbaby
4. Die Bahn-Affäre
5. Der Gemeindearzt
6. Zirkusleute
7. Der Geburtstag
8. Die Mineralquelle
9. Das Briefgeheimnis
10. Die Versteigerung
11. Der junge Richter
12. Das Denkmal

## Rezeption
Für Paul Hörbiger bedeutete Der alte Richter nach Jahrzehnten am Theater und beim Film den Durchbruch als Fernsehstar. Neben der üblichen Fanpost erhielt er zahlreiche Briefe von naiven Fernsehzuschauern, in denen er gebeten wurde, er möge diesen oder jenen Rechtsstreit lösen, vornehmlich in Erbschafts- und Scheidungsfragen.
Eine weitere Staffel kam nicht zustande, weil Hörbiger einen Herzinfarkt erlitt.